# يان ميتشيل
يان ميتشيل (بالإنجليزية: Ian Mitchell)‏ (9 مايو 1946 في المملكة المتحدة - 2 أبريل 1996) هو لاعب كرة قدم بريطاني في مركز جناح ‏. شارك مع منتخب اسكتلندا تحت 21 سنة لكرة القدم. أما مع النوادي، فقد لعب مع دندي يونايتد ونادي بريتشين سيتي ونادي فالكيرك ونيوكاسل يونايتد.

## وصلات خارجية
- يان ميتشيل على موقع قاعدة بيانات كرة القدم.إي يو (الإنجليزية)